# Vangíones

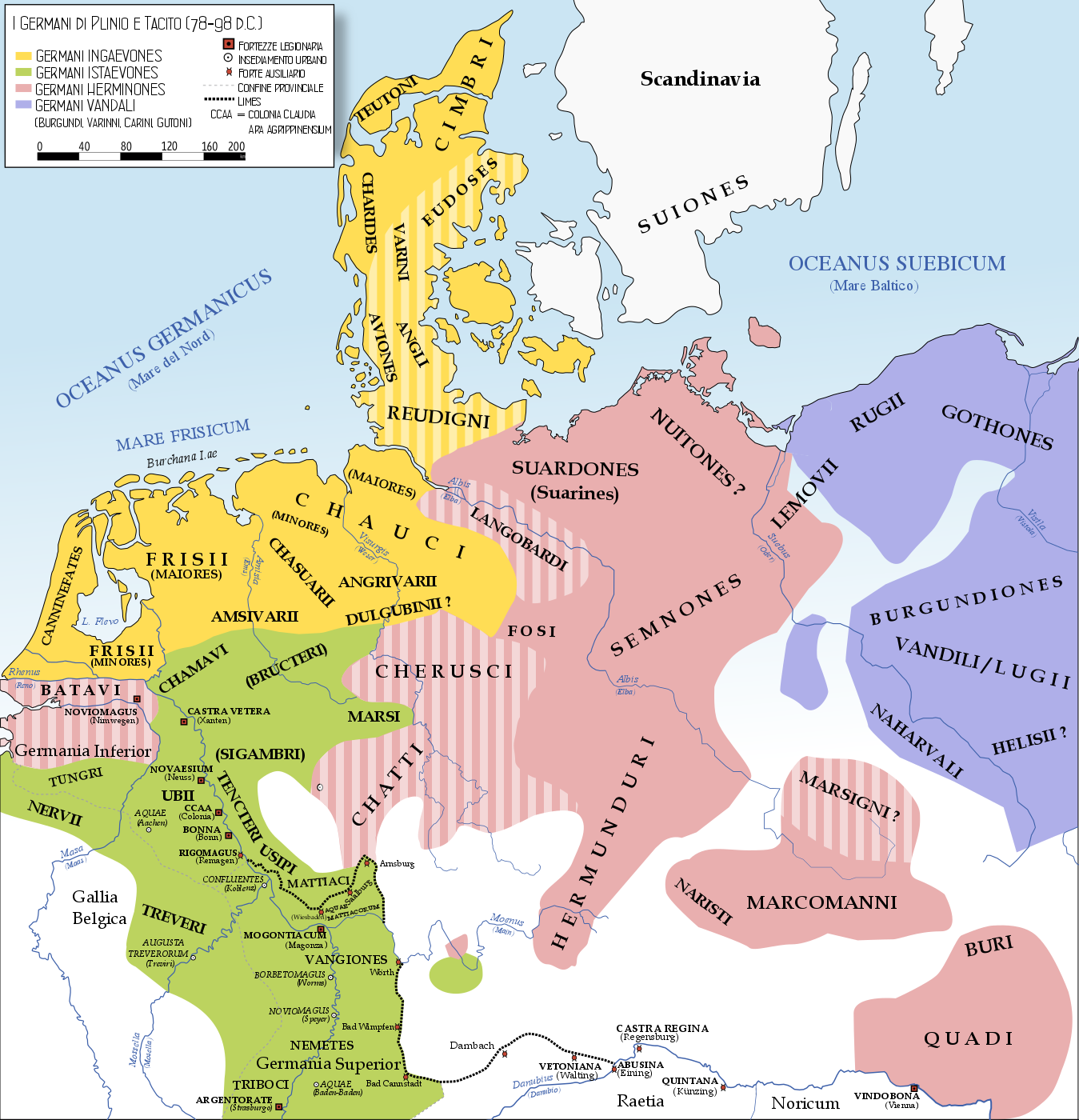
Germania y sus divisiones internas (Ingaevones, Istaevones y Herminones) de los historiadores antiguos Plinio (Naturalis Historia) y Tácito (Germania), por lo tanto datables entre 78 y 98 d.C. (Vespasiano-Trajano), Los vangiones se encuadrarían en el territorio de los Istaevones.

Los vangíones (en latín, Vangiones) fueron un pueblo germánico mencionado por César en sus Comentarios a la guerra de las Galias. Relata César que había vangíones en el ejército de Ariovisto al que él derrotó, pero su expresión quiere decir que había germanos establecidos en la Galia. Plinio y Tácito también dicen que son germanos establecidos a la izquierda del Rin. Los vangíones eran vecinos de los németes.
Durante la guerra contra Civilis, Tutor reforzó a los tréveros con grupos de vangíones, caracates y tríbocos. El territorio de los vangíones tenía como capital Borbetomagus (Worms) y antes había pertenecido a los mediomátricos.